# Willy de l’Arbre
Guillaume Marie Denis „Willy” de l’Arbre (ur. 31 maja 1882 w Antwerpii, zm. 11 marca 1952 w Boechout) – belgijski żeglarz, olimpijczyk, zdobywca brązowego medalu w regatach na letnich igrzyskach olimpijskich w 1920 roku w Antwerpii.
Na Letnich Igrzyskach Olimpijskich 1920 zdobył brąz w żeglarskiej klasie 8 metrów (formuła 1919). Załogę jachtu Antwerpia V tworzyli również Henri Weewauters, Georges Hellebuyck, Léopold Standaert i Albert Grisar.